# Melenkolija I
Melenkolija I je bakrorez velikog njemačkog renesansnog umjetnika Albrechta Dürera iz 1514. godine, koji se smatra njegovim umjetničkim psihološkim autoportretom. Prikaz doista predstavlja strašnu borbu velikih očekivanja i iscrpljujuće inercije kada prekomjerna introspekcija paralizira maštu.
Ovaj bakrorez je jedan je od tri značajna otiska iz 1513./1514. godine poznatog kao Meisterstiche (majstorske gravure). Druga dva su Vitez, smrt i đavo i Sveti Jeronim u svom studiju. Ove tri grafike nisu nikako serija, ali odgovaraju trima vrstama vrlina u srednjovjekovnoj skolastiki - moralnoj, teološkoj i intelektualnoj - i utjelovljuju složenost Dürerove misli i njegove zrelosti.
Na slici krilata personifikacija melankolije sjedi zamišljena s glavom naslonjenom na ruku, okružena nedirnutim alatima povezanim s geometrijom, jednom od sedam liberalnih umjetnosti koja se temelji na umjetničkom stvaranju - i onom kroz koju se Dürer, vjerojatno više od većine umjetnika, nadao da će doći do savršenstva u svom poslu. Na licu joj se očituje duboka depresija i melankolija, a za pojasom joj visi torbica i ključevi. Figura je androgina; ovdje se upotrebljava ženska zamjenica u skladu s rodom riječi melankolija, no neki povjesničari umjetnosti vjeruju da je ova figura muška. Njezino snažno, mišićavo, pozamašno tijelo i nježna krila ukazuju na njezinu dilemu. Ona teži bijegu, ali je preteška za svoja malena krila da ju podignu. Granice mase i volumena sprječavaju Melenkolijin polet, kako fizički tako i kreativni.
U daljini se vidi duga na nebu ispod koje prolijeće komet, a šišmiš nosi natpis s imenom slike. Prizor upotpunjuje vaga kao simbol vječnog vaganja dobra i zla, zatim pješčani sat koji predstavlja život koji lagano prolazi.
Otisak sadrži mnoge pravilne geometrijske i matematičke oblike, kao što su kugla, poliedar (na kojem se nazire obris ljudske lubanje), šestar, ali i magični kvadrat koji je podijeljen na šesnaest polja tako da svako zbrajanje nizova (i dijagonala) daje zbroj 34. U zadnjem redu kvadrata se nalaze brojevi petnaest i četrnaest koji tvore godinu nastanka Melankolije I. Pored Melankolije je podjednako tužan amor na mlinskom kamenu, dok na podu leži izgladnjeli pas koje je na samrti i tužno gleda u pod. 
Melankolija I je odraz renesanse, temperamenta koji je sve više povezan s kreativnošću i izgradnjom likovne osobnosti. U srednjovjekovnoj filozofiji se smatralo kako je svakom pojedincu dominantan jedan od četiri životna soka ili humora; melankolija, povezana sa žuči, bila je najmanje poželjna od četiri, a melankoličari su se smatrali za najpodložniji ludilu. Renesansna misao je međutim povezivala melankoliju s kreativnim genijem, te tako je u isto vrijeme ta ideja promijenila status ovog humora, istovremeno se javila i svijest umjetnika kako je njegov dar dolazio sa strašnim rizicima. Utjecajna rasprava, De Occulta filozofia Corneliusa Agrippe iz Nettesheima, gotovo sigurno poznata Düreru, vjerojatno nosi objašnjenje za broj I u naslovu: kreativnost u umjetnosti je područje mašte, te se smatra prvom i najnižom u hijerarhiji tri kategorije genija. Sljedeća je područje razuma, a najviše je duhovno područje. Ironično je kako ova slika koja prikazuje paraliziranog i nemoćna umjetnika predstavlja Dürerov vrhunac vlastite umjetničke moći.